# 차분 펄스 부호 변조
차분 펄스 부호 변조(Differential pulse-code modulation, DPCM)는 펄스 부호 변조(PCM)의 기준을 사용하지만 신호 샘플 예측을 기반으로 일부 기능을 추가하는 신호 인코더이다. 입력은 아날로그 신호일 수도 있고 디지털 신호일 수도 있다.
입력이 연속 시간 아날로그 신호인 경우 이산 시간 신호가 DPCM 인코더에 대한 입력이 되도록 먼저 샘플링해야 한다.
- 옵션 1: 두 개의 연속 샘플 값을 취한다. 아날로그 샘플인 경우 양자화한다. 첫 번째와 다음 사이의 차이를 계산한다. 출력의 차이이다.
- 옵션 2: 이전 입력 샘플과 관련된 차이를 취하는 대신 디코더 프로세스의 로컬 모델 출력과 관련된 차이를 취한다. 이 옵션에서는 차이를 양자화할 수 있으므로 인코딩에 제어된 손실을 통합할 수 있는 좋은 방법이 있다.

이 두 가지 프로세스 중 하나를 적용하면 신호의 단기 중복성(근처 값의 양의 상관 관계)이 제거된다. 차이 신호의 엔트로피가 독립 샘플로 처리된 원래 이산 신호의 엔트로피보다 훨씬 작기 때문에 차이가 이후에 엔트로피 코딩되면 2~4 정도의 압축 비율을 얻을 수 있다.
DPCM은 1950년 벨 연구소의 C. 채핀 커틀러(C. Chapin Cutler)에 의해 발명되었다. 그의 특허에는 두 가지 방법이 모두 포함되어 있다.

## 같이 보기
- 델타 변조
- 변조
- 델타-시그마 변조